# 科爾法克斯大屠殺
31°31′01″N 92°42′42″W / 31.51691°N 92.71175°W
科尔法克斯大屠杀是于1873年4月13日复活节在路易斯安那州格兰特教区所在地科尔法克斯发生的一场大屠杀，或称科尔法克斯骚乱，估计有62至153名黑人被前邦联士兵、3K党和白人联盟成员杀害。三名白人在对抗中死亡。
在有争议的路易斯安那州长和地方官员的1872年选举之后，一群配备了步枪和一门小炮的白人联盟，制服了占领科尔法克斯的格兰特教区法院的共和党自由民和州民兵（也是黑人）。大多数自由民在投降后被杀；近50人被俘后于当晚被杀。后续研究估计的死亡人数各不相同，从62人到153人不等；其中有3名白人死亡，但黑人受害者的人数难以确定，因为许多尸体被扔进红河或被移走在乱葬岗中埋葬。

## 科尔法克斯法院冲突
由于担心白人联盟可能会试图接管当地教区政府，黑人族群开始在法院周围建立战壕，并进行演习以保持警惕。共和党的办公人员便在戰壕內过夜，镇守了三个星期。 
3月28日，纳什、卡扎巴特、哈德诺和其他白人融合主义者号召武装的白人在4月1日夺回法院。从附近的温恩和周边教区招募其他白人加入他们的行動。共和党人肖、雷斯特和弗劳尔斯等人开始募集一批武装的黑人保卫法院。  
黑人共和党人刘易斯-米金斯和州民兵上尉威廉-沃德，一名黑人联邦退伍军人，突袭了反对派领导人的住宅。威廉-R-拉特兰法官，比尔-克鲁克申克， 和吉姆-哈德诺。4月2日，白人和黑人之间爆发了枪战，4月5日再爆发枪战，使用的獵槍精度不高，因此没有造成傷亡。事後双方安排进行和平谈判。談判结束时，一名白人开枪打死了一位黑人，其名為傑西·麥金尼，据稱他是旁观人士。4月6日的另一场武装冲突以武装黑人勝利而告终。随着社区愈加动荡，黑人妇女和儿童進入佔領的法院寻求保护。   
总部设在格兰特教区的路易斯安那州民兵第6步兵团A连的指挥官威廉-沃德，曾以共和党的票当选为该教区的州代表。他写信给凯洛格州长，寻求美军增援，并将信交给威廉-史密斯-卡尔霍恩转交。卡尔霍恩乘汽船 "拉贝尔 "号沿红河而下，但被保罗-胡伊、哈德诺和克鲁克尚克抓获。他们命令卡尔霍恩让黑人离开法院。 
黑人保卫者拒绝离开，尽管受到納什指挥的武装白人队伍威胁。为了在政治紧张局势上升期间招募到人员，纳什制造了黑人准备杀死所有白人男子并将白人妇女据为己有的谣言。4月8日，反共和党的新奥尔良《每日皮卡伊恩报》以聳動标题煽动紧张局势：「歪曲事件：格兰特教区的暴动/黑人的可怕暴行/不尊重死者。」 
這些消息吸引了更多来自该地区的白人来到格兰特教区，加入纳什。所有人都是经验丰富的同盟退伍军人。 他们购买了可以发射铁的四磅大炮。 其中白人派克兰斯曼·戴夫·保罗（Klansman Dave Paul）曾說：「男孩，这是争取白人至上的斗争。」 
患肺结核和风湿病的民兵队长沃德（Ward）在4月11日乘坐汽船下河前往新奥尔良，从凯洛格寻求武装帮助。 並未直接參與相關行動。

### 引用
1. ↑  Eric Foner, Reconstruction: America's Unfinished Revolution, 1863-1877, p. 437
2. ↑  Ulysses S. Grant, People and Events: "The Colfax Massacre", PBS Website （页面存档备份，存于）, accessed Apr 6, 2008
3. ↑  . Southern Poverty Law Center.   [2021-03-02]. （原始内容存档于2021-02-02） （英语）.
4. ↑  Lane 2008，第91頁
5. ↑  Lane 2008，第57頁

### 书籍
- Lane, Charles. . New York: Henry Holt & Company. 2008. ISBN 9781429936781.